# Псковский трамвай
Пско́вский трамвай — трамвайная система, функционировавшая в Пскове с 1909 до 1941 года.

## История

### Конка Черёхи
В 1890 в деревне Черёха, являющейся южным пригородом Пскова, была открыта линия конки длиной 1,5 км, проходившая от пристани на реке Великой до курзала.

### Трамвай узкой колеи
- 1906 — начало строительства трамвая узкой колеи.
- 1 (14) ноября 1909 — по недостроенной (неэлектрифицированной) трамвайной линии от вокзала Псков-Варшавский до Торговой площади, открывается движение конки, устроенной купцом Г. Ф. Викенгейзером.
- Август 1910 — движение конки продлевается от Торговой площади через Троицкий мост на Запсковье.
- 1911 — движение конки прекращено. Трамвайная линия перешивается на колею 1524 мм.

### Электрический трамвай
- 9 (22) января 1912 — открыто движение электрического трамвая, построенного под руководством инженера К. Г. Репина. Маршрут проходил по бывшей линии конки, от вокзала по Кахановскому бульвару и Сергиевской улице, через Торговую площадь и Троицкий мост на Запсковье, до соляных амбаров на Нарвской улице.
- Февраль 1914 — открыто движение по второй линии, от Торговой площади по Великолуцкой и Алексеевской улицам (ныне — Советская улица) до железнодорожной станции Псков-II[1].
- 1918 — работа трамвая приостановлена из-за Гражданской войны.
- Лето 1923 — возобновлено движение трамвая.
- 1925 — трамвайная линия на Запсковье (маршрут № 1) продлевается от Варлаамовой башни до скотобойни.
- 1933 — начало поставок новых двухосных вагонов производства Мытищинского завода.
- 1934 — продление трамвайной линии (маршрут № 1) от скотобойни до льночесальни.
- 10 августа 1936 — начинается регулярное движение трамвая по новой линии (маршрут № 3) от Советской площади через мост Красной Армии на Завеличье до 1-й Советской больницы.

### Закрытие движения
- Июль 1941 — движение трамвая прекращено из-за начала Великой Отечественной войны
- 1944 — Псковский трамвай ликвидирован как предприятие.

## Подвижной состав

### Конка
С 1909 по 1911 год на линии эксплуатировались 6 вагонов конки.

### Пассажирские вагоны
- В 1911—1913 годах в город поступили 16 моторных вагонов производства Пуджского завода.
- В 1930-х годах поступили 3 моторных вагона Х и 10 прицепных вагонов М.

Также в начале 1930-х годов в Пскове некоторое время эксплуатировались вагоны «Фениксъ» (по всей видимости поступили из Ленинграда) и прицепные вагоны местного производства.
Во время ВОВ трамвайный подвижной состав частично был вывезен оккупантами предположительно в Варшаву.

### Служебный подвижной состав
- Снегоочиститель СО-1.
- Прицепные грузовые вагоны-платформы.

## Интересные факты
Все трамвайные линии были однопутные, с разъездами и тупиками на конечных пунктах. Первоначально движение на разъездах было левостороннее и трамваи разъезжались правыми бортами.
1 мая 1923 года во время праздничной демонстрации на Великолуцкой улице, по трамвайным путям был подан паровоз с прицепными вагонами-платформами, используемыми в качестве трибуны.
В 1930-х годах от станции Псков-II был проложен железнодорожный путь для доставки топлива на ТЭЦ. Этот путь проходил посередине улицы Калинина подобно трамвайному пути и просуществовал до 1990-х годов. Многие горожане ошибочно считали, что это остатки трамвайного пути.
После Великой Отечественной войны существовали планы по возобновлению трамвайного движения и постройки в городе троллейбуса. Однако они не были осуществлены.